# Михко
Михко (на испански: Mixco) е град в департамент Гватемала, Гватемала. Населението на града през 2010 година е 688 124 души.